# Sapekhburto K'lubi Zest'aponi
Il Sapekhburto K'lubi Zest'aponi (in georgiano საფეხბურთო კლუბი ზესტაფონი?), meglio noto come Zest'aponi è una società calcistica georgiana con sede nella città di Zestaponi. Nella sua storia ha vinto due volte la Umaglesi Liga, la massima serie georgiana, una Coppa di Georgia e due Supercoppe di Georgia.

## Storia
Il club fu fondato nel 2004, venendo ammesso direttamente in Umaglesi Liga per la stagione 2004-2005 al posto del Samgurali Ts'q'alt'ubo, che aveva rinunciato alla promozione a causa di difficoltà finanziarie. La squadra si attestò subito nelle posizioni di vertice della classifica, arrivando poi a vincere nel 2008 la coppa nazionale, battendo in finale l'Ameri Tbilisi per 1-0. Grazie a questo successo il Zest'aponi venne ammesso alla Coppa UEFA per l'edizione 2008-2009, venendo subito eliminato dai kazaki del Tobıl. Al termine della stagione 2010-2011 vinse il campionato per la prima volta, distanziano di sei punti la Dinamo Tbilisi. Nella stessa stagione raggiunse il terzo turno preliminare della UEFA Europa League. Nella stagione 2011-2012 il Zest'aponi bissò il successo dell'anno precedente, vincendo il campionato grazie alla migliore classifica avulsa rispetto al Met'alurgi Rustavi. Nella stessa stagione raggiunse il terzo turno preliminare della UEFA Champions League, venendo sconfitto dagli austriaci dello Sturm Graz e successivamente ammesso alla fase play-off della UEFA Europa League, senza però riuscire a superare i belgi del Bruges. Dopo il secondo posto conquistato nella Umaglesi Liga 2013-2014, nel corso della stagione 2014-2015 si ritirò non presentandosi per la partita valida per la ventiquattresima giornata contro il Dila Gori, di conseguenza il 20 aprile 2015 fu escluso dal campionato dalla federazione georgiana e tutte le sue rimanenti partite furono date perse per 0-3.

## Palmarès

### Competizioni nazionali
- Umaglesi Liga: 2

2010-2011, 2011-2012
- Coppa di Georgia: 1

2007-2008
- Supercoppa di Georgia: 2

2011, 2012

### Altri piazzamenti
- Campionato georgiano:

Secondo posto: 2013-2014
Terzo posto: 2007-2008, 2009-2010
- Coppa di Georgia:

Finalista: 2004-2005, 2005-2006, 2006-2007, 2011-2012
Semifinalista: 2010-2011
- Supercoppa di Georgia:

Finalista: 2008

## Statistiche

### Partecipazione alle competizioni UEFA
| Stagione  | Torneo                | Turno                     | Club                  | Andata | Ritorno | Totale |
| --------- | --------------------- | ------------------------- | --------------------- | ------ | ------- | ------ |
| 2007      | Coppa Intertoto       | Primo turno               | Tobıl                 | 0-3    | 2-0     | 2-3    |
| 2008-2009 | Coppa UEFA            | Turno preliminare         | Győri ETO             | 1-1    | 1-2     | 2-3    |
| 2009-2010 | UEFA Europa League    | Primo turno preliminare   | Lisburn Distillery    | 1-5    | 6-0     | 7-5    |
| 2009-2010 | UEFA Europa League    | Secondo turno preliminare | Helsingborg           | 1-2    | 2-2     | 3-4    |
| 2010-2011 | UEFA Europa League    | Primo turno preliminare   | Faetano               | 5-0    | 0-0     | 5-0    |
| 2010-2011 | UEFA Europa League    | Secondo turno preliminare | Dukla Banská Bystrica | 3-0    | 0-1     | 3-1    |
| 2010-2011 | UEFA Europa League    | Terzo turno preliminare   | Karpaty               | 0-1    | 0-1     | 0-2    |
| 2011-2012 | UEFA Champions League | Secondo turno preliminare | Dacia                 | 3-0    | 0-2     | 3-2    |
| 2011-2012 | UEFA Champions League | Terzo turno preliminare   | Sturm Graz            | 1-1    | 0-1     | 1-2    |
| 2011-2012 | UEFA Europa League    | Play-off                  | Bruges                | 3-3    | 0-2     | 3-5    |
| 2012-2013 | UEFA Champions League | Secondo turno preliminare | Neftçi Baku           | 0-3    | 2-2     | 2-5    |
| 2014-2015 | UEFA Europa League    | Secondo turno preliminare | Spartak Trnava        | 0-0    | 0-3     | 0-3    |